# 汪润生
汪润生（1934年—），男，浙江杭州人，中国通信工程专家，曾任中华人民共和国邮电部数据通信技术研究所室主任、总工程师、髙级工程师，第五、六、七届全国人大代表。